# Wissguber
Der Wissguber ist ein Berg im schweizerischen Glaubenberggebiet an der Grenze zwischen den Kantonen Luzern (Gemeinde Hasle) und Obwalden (Gemeinde Sarnen).
Der Wissguber ist ein flacher Ausläufer des Nordost-Grates des Fürsteins. Der lange, flache Gipfelgrat fällt vor allem nach Westen steil ab. Sein höchster Punkt liegt auf einer Höhe von 1941 m ü. M., wo ein weiterer Grat nach Südosten zum Rickhubel (1943 m ü. M.) abgeht. Nach Süden zum Sewenseeli verliert er vor allem im oberen Bereich nur langsam an Höhe.

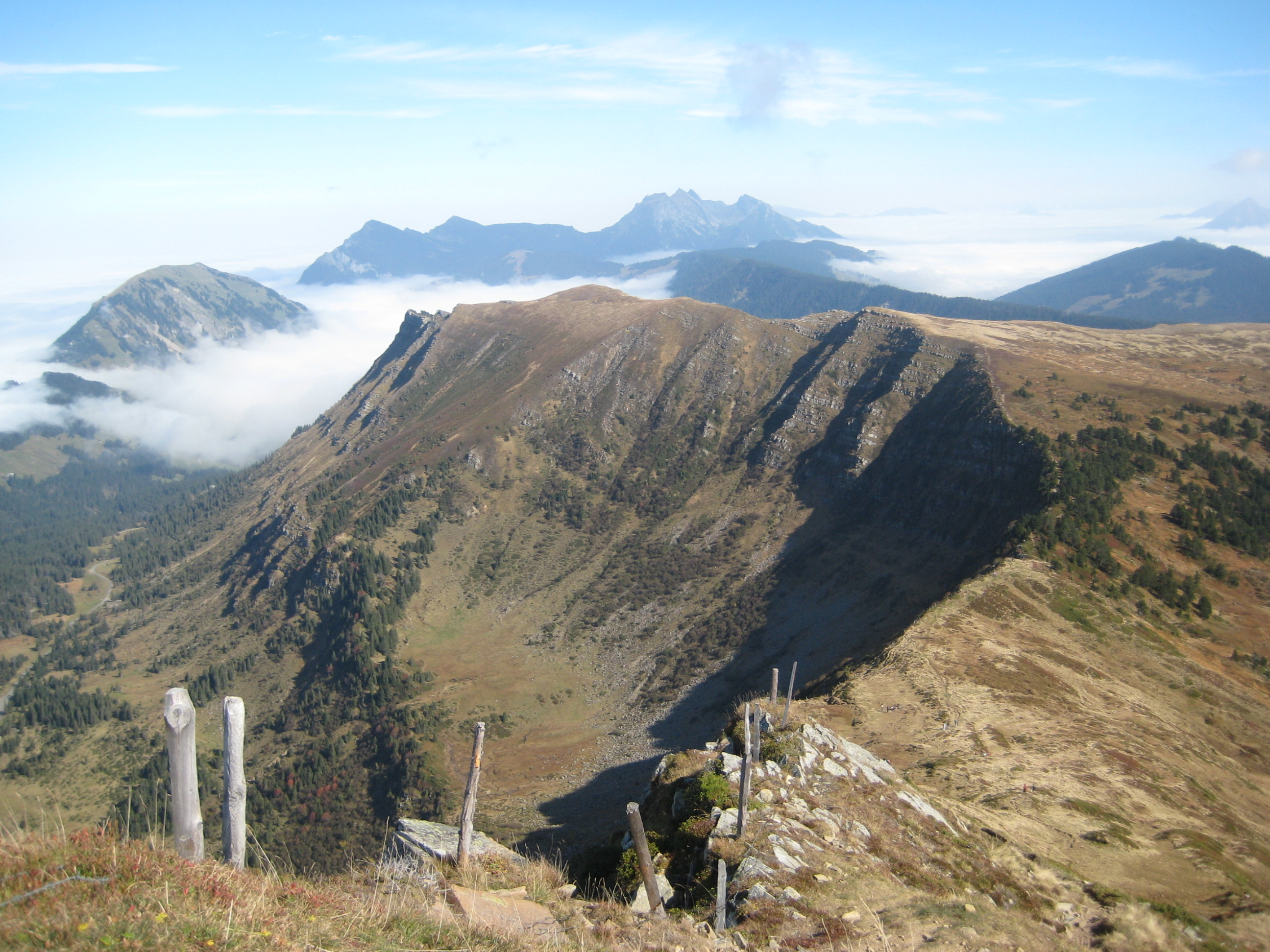
Wissguber vom Fürstein-Gipfel im Herbst